# تپه گردی سارک
تپه گردی سارک مربوط به دوره اشکانیان - دوره ساسانیان است و در شهرستان بانه، بخش نمشیر، روستای سیاحومه واقع شده و این اثر در تاریخ ۲۷ مرداد ۱۳۸۲ با شمارهٔ ثبت ۹۶۶۰ به‌عنوان یکی از آثار ملی ایران به ثبت رسیده است.